# Campeonato de África de Rally
El Campeonato de África de Rally o ARC (oficialmente: FIA African Rally Championship) es un campeonato de rally internacional organizado por la FIA en el continente africano. El campeonato se celebró por primera vez en 1981 y fue ganado por Shekhar Mehta. El actual campeón es el keniata Jaspreet Singh Chatthe.

## Pruebas
- Rally de Tanzania
- Rally Perla de África
- Safari Rally
- Zimbabwe Challenge
- Zambia International Rally
- Rwanda Mountain Gorilla Rally
- Equator Rally
- Mountain Gorilla Rally
- Rallye Côte d'Ivoire
- Rally South Africa
- Tara Rally

## Campeonatos
| Año    | Piloto                 | Coche         |
| ------ | ---------------------- | ------------- |
| 1981   | Shekhar Mehta          | Nissan        |
| 1982   | Walter Röhrl           | Opel          |
| 1983   | Alain Ambrosino        | Peugeot       |
| 1984   | David Horsey           | Peugeot       |
| 1985   | Luc Requile            | Opel          |
| 1986   | Alain Ambrosino        | Nissan        |
| 1987   | Alain Ambrosino        | Nissan        |
| 1988   | Satwant Singh          | Toyota        |
| 1989   | Satwant Singh          | Volkswagen    |
| 1990   | Walter Costa           | Peugeot       |
| 1991   | Satwant Singh          | Toyota        |
| 1992   | Aldo Riva              | Audi          |
| 1993   | Satwant Singh          | Toyota        |
| 1994   | Abe Smith              | Audi          |
| 1995   | Fritz Flachberger      | Ford          |
| 1996   | Satwant Singh          | Subaru        |
| 1997   | Satwant Singh          | Subaru        |
| 1998   | Satwant Singh          | Subaru        |
| 1999   | Charles Muhangi        | Subaru        |
| 2000   | Satwant Singh          | Subaru        |
| 2001   | Schalk Burger          | Subaru        |
| 2002   | John Gemmel            | Subaru        |
| 2003   | Fernando Rueda         | Mitsubishi    |
| 2004   | Muna Singh             | Subaru        |
| 2005   | Muna Singh             | Subaru        |
| 2006   | Patrick Emontspool     | Subaru        |
| 2007   | Conrad Rautenbach      | Subaru        |
| 2008   | Hideaki Miyoshi        | Mitsubishi    |
| 2009   | James Whyte            | Subaru        |
| 2010   | James Whyte            | Subaru        |
| 2011   | Conrad Rautenbach      | Subaru        |
| 2012   | Mohammed Essa          | Subaru        |
| 2013   | Jassy Singh            | Subaru        |
| 2014   | Gary Chaynes           | Mitsubishi    |
| 2015   | Jaspreet Singh Chatthe | Mitsubishi    |
| 2016   | Don Smith              | Subaru        |
| 2017   | Manvir Baryan          | Škoda         |
| 2018   | Manvir Baryan          | Škoda         |
| 2019   | Manvir Baryan          | Škoda         |
| 2020   | No se celebró          | No se celebró |
| 2021   | Carl Tundo             | Volkswagen    |
| 2022   | Leeroy Gomes           | Ford          |
| 2023   | Karan Patel            | Ford          |
| 2024   | Karan Patel            | Ford          |
| Fuente |                        |               |

## Estadísticas

### Constructores con más títulos
| N.º | Constructor | Títulos | Años                                                                                                 |
| --- | ----------- | ------- | --- |
| 1   | Subaru      | 17      | 1996, 1997, 1998, 1999, 2000, 2001, 2002, 2004, 2005, 2006, 2007, 2009, 2010, 2011, 2012, 2013, 2016 |
| 2   | Mitsubishi  | 4       | 2003, 2008, 2014, 2015                                                                               |
| 2   | Ford        | 4       | 1995, 2022, 2023, 2024                                                                               |
| 4   | Nissan      | 3       | 1981, 1986, 1987                                                                                     |
| 4   | Peugeot     | 3       | 1983, 1984, 1990                                                                                     |
| 4   | Toyota      | 3       | 1988, 1991, 1993                                                                                     |
| 4   | Škoda       | 3       | 2017, 2018, 2019                                                                                     |
| 8   | Opel        | 2       | 1982, 1985                                                                                           |
| 8   | Audi        | 2       | 1992, 1994                                                                                           |
| 8   | Volkswagen  | 2       | 1989, 2021                                                                                           |

### Pilotos con más títulos
| N.º | Piloto            | Títulos | Años                                           |
| --- | ----------------- | ------- | ---------------------------------------------- |
| 1   | Satwant Singh     | 8       | 1988, 1989, 1991, 1993, 1996, 1997, 1998, 2000 |
| 2   | Alain Ambrosio    | 3       | 1983, 1986, 1987                               |
| 2   | Manvir Baryan     | 3       | 2017, 2018, 2019                               |
| 4   | Muna Singh        | 2       | 2004, 2005                                     |
| 4   | James Whyte       | 2       | 2009, 2010                                     |
| 4   | Conrad Rautenbach | 2       | 2007, 2011                                     |
| 4   | Karan Patel       | 2       | 2023, 2024                                     |